# Сен-Мор (Шер)
Сен-Мор (фр. Saint-Maur) — коммуна во Франции, находится в регионе Центр. Департамент — Шер. Входит в состав кантона Шатомейан. Округ коммуны — Сент-Аман-Монтрон.
Код INSEE коммуны — 18225.

## География
Коммуна расположена приблизительно в 260 км к югу от Парижа, в 150 км южнее Орлеана, в 60 км к югу от Буржа.
По территории коммуны протекает небольшая река Портефёй (фр. Portefeuille).

## Население
Население коммуны на 2008 год составляло 274 человека.
| 1962 | 1968 | 1975 | 1982 | 1990 | 1999 | 2008 |
| ---- | ---- | ---- | ---- | ---- | ---- | ---- |
| 384  | 445  | 396  | 329  | 287  | 295  | 274  |

## Экономика
Основу экономики составляет виноградарство и сельское хозяйство.
В 2007 году среди 181 человека в трудоспособном возрасте (15-64 лет) 119 были экономически активными, 62 — неактивными (показатель активности — 65,7 %, в 1999 году было 68,9 %). Из 119 активных работали 108 человек (61 мужчина и 47 женщин), безработных было 11 (7 мужчин и 4 женщины). Среди 62 неактивных 14 человек были учениками или студентами, 26 — пенсионерами, 22 были неактивными по другим причинам.

## Достопримечательности
- Церковь Сен-Мор (XIII век)
- Замок Гран-Бес[англ.] (XV век)
- Замок Мазер (XV век)
- Дольмен «Камень фей»

## Фотогалерея

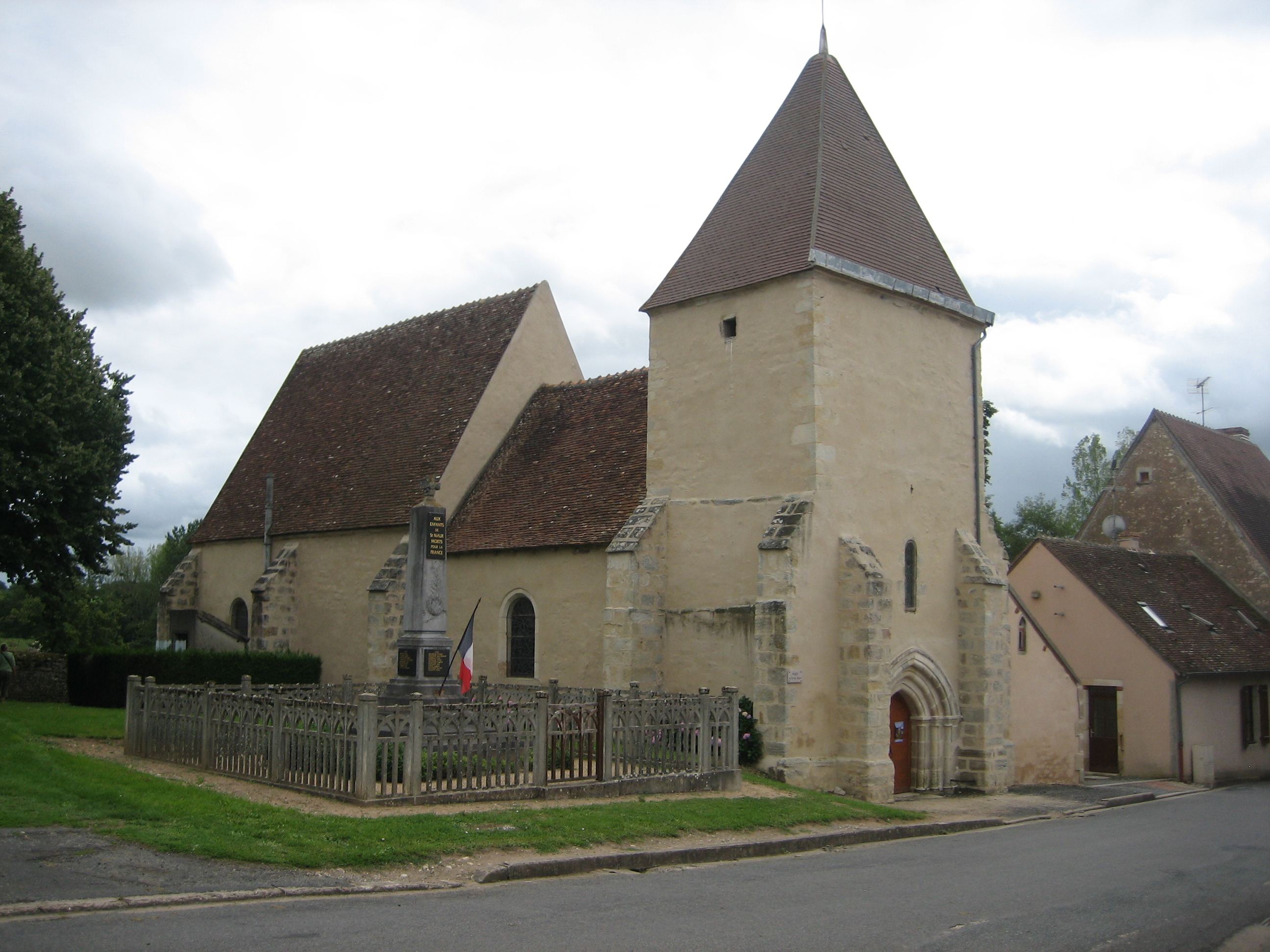
Церковь Сен-Мор
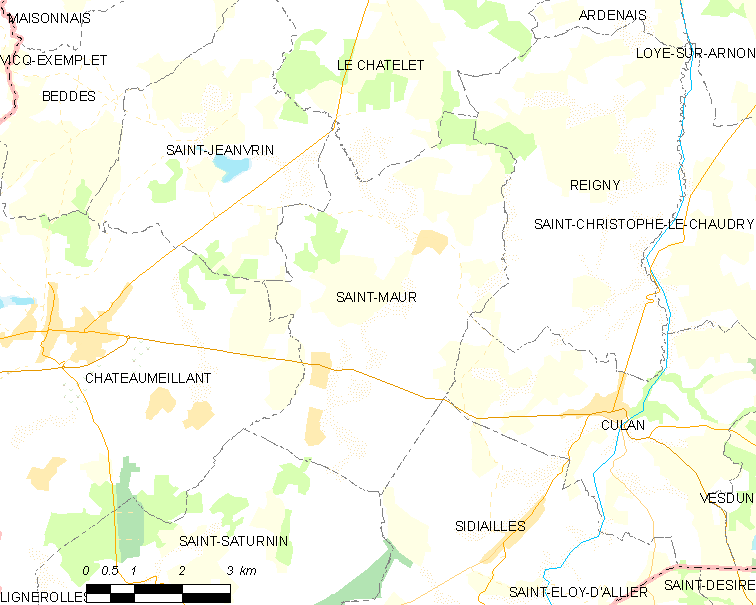
Карта коммуны